# Nakladatelství Triton
Nakladatelství TRITON je české nakladatelství, které vzniklo v roce 1991. Orientovalo se zprvu na odbornou lékařskou literaturu, později však svůj obzor rozšířilo na množství různých literárních žánrů. Majitelem je lékař Stanislav Juhaňák.[zdroj?]
Nakladatelství spolupracuje na společných projektech s dalšími nakladatelstvími, jako je Argo, Labyrint, Epocha, Hogrefe, Schattauer, Thieme aj.

## Edice
- Dějiny – edice se zaměřuje na filosofii, hudbu a další…
- Medicína – edice se zaměřuje na odbornou literaturu
- Pacientské publikace – edice se zaměřuje na lékařskou problematiku z populárně naučného hlediska
- Trifid – edice se zaměřuje na fantasy a sci–fi
- Učebnice
- Krásná literatura – beletrie, poezie, životopisy, průvodce
- Křesťanská spiritualita
- Medicína – lékařská literatura a lékařská repetitoria
- Naučná literatura – antropologie, filozofie, historie, hudba, nové světy, pacientské a zdraví, pedagogika, slovníky, sociologie, spiritualita, sport, naučná literatura pro děti, ekonomie
- Sci–fi a fantasy – antologie, epická fantasy, fantastika pro mládež…
- Pohádky – Laskavé čtení, miniknihy, Bublifuk
- Psychologie – archetypy, arteterapie, beletrie…
- Zdraví a životní styl

Abecední seznam členů vědecké rady (příklad)[zdroj⁠?!]
- prof. MUDr. Jiřina Bartůňková, DrSc., Ústav imunologie UK 2. LF a FN v Motole
- prof. PaedDr. Stanislav Bendl, Ph.D., Univerzita Karlova, Pedagogická fakulta, vedoucí Katedry pedagogiky
- prof. PhDr. Ivan Blecha, CSc., Filozofická fakulta Univerzity Palackého, katedra filozofie
- prof. RNDr. Ivo Budil, Ph.D., DSc., Metropolitní univerzita Praha
- doc. MUDr. Dana Göpfertová, CSc., Ústav epidemiologie, 2. LF UK, Katedra hygieny a epidemioogie IPVZ
- prof. RNDr. Petr Horák, Ph.D., Přírodovědecká fakulta UK, katedra parazitologie
- prof. RNDr. Václav Hořejší, CSc., Ústav molekulární genetiky AV ČR
- prof. PhDr. Stanislav Kratochvíl, CSc., Psychiatrická nemocnice v Kroměříži
- prof. PhDr. Milena Lenderová, CSc. Fakulta filozofická Univerzity Pardubice, Ústav historických věd
- prof. PhDr. Milan Nakonečný, Teologická fakulta Jihočeské univerzity v Českých Budějovicích
- prof. MUDr. Pavel Petrovický, DrSc., Anatomický ústav 1. LF UK
- doc. MUDr. PhDr. Jan Poněšický PhD, Pražská vysoká škola psychosociálních studií, MEDIAN Klinik Berggieshübel, SRN.
- doc. PhDr. Jiří Růžička, Ph.D., Pražská vysoká škola psychosociálních studií, rektor
- Ing. Jaroslav Schönfeld, Ph.D., Vysoká škola ekonomická, Fakulta podnikohospodářská
- prof. MUDr. Štěpán Svačina, DrSc., MBA., předseda České lékařské společnosti Jana Evangelisty Purkyně